# Scaphyglottis confusa
Scaphyglottis confusa là một loài thực vật có hoa trong họ Lan. Loài này được (Schltr.) Ames & Correll miêu tả khoa học đầu tiên năm 1942.